# Цибульський Адам Миколайович
Адам Миколайович Цибýльський (нар. 20 лютого 1948, с. Бичківці) — актор театру та кіно. Заслужений артист України (1994). Народний артист України (2011).

## Життєпис
Адам Цибульський народився 1948 року в селі Бичківці Чортківського району Тернопільської області, нині Україна.
Закінчив Теребовлянське культурно-освітнє училище (1968, нині вище училище культури).
Від 1968 — актор Тернопільського обласного музично-драматичного театру (нині академічний обласний драм театр).
Від 1974 — актор Київського музично-драматичного театру ім. П. Саксаганського, від 1976 донині — актор Львівського музично-драматичного театру (м. Дрогобич).
Дружина — Надія Цибульська, акторка.

## Ролі в театрі
- Микита («Дай серцю волю, заведе в неволю» М. Кропивницького)
- Гетьман («Запорозька Січ» О. Коломійця)
- Сотник («Сотниківна» Б. Мельничука за Б. Лепким)
- Корній («Марія» У. Самчука)
- Шпак («Шельменко-денщик» Г. Квітки-Основ'яненка)
- Сірко («За двома зайцями» М. Старицького)

## Фільмографія
Знімався у кіно та телефільмах.

## Нагороди
- 2018 — Орден «За заслуги» ІІІ ступеня[3]